# István Bárczy
Dans le nom hongrois Bárczy István, le nom de famille précède le prénom, mais cet article utilise l’ordre habituel en français István Bárczy, où le prénom précède le nom.
István Bárczy ([ˈiʃtvaːn], [ˈbaːɾtsi]), né István Sacher le 3 octobre 1866 à Pest et mort le 1er juin 1943 à Budapest, est un homme politique hongrois, bourgmestre de Budapest entre 1906 et 1918 et bourgmestre principal entre 1918 et 1919. Il est connu pour son programme de développement, comprenant essentiellement la construction d'écoles, de logements, d'instituts sociaux et culturels.

## Biographie
Diplômé en droit de l'Université de Budapest, il commence à travailler dès 1889 pour l'administration de la capitale hongroise. Entre 1894 et 1901, il devient enseignant au sein du Lycée et collège professionnel d'économie Szent István. Entre 1901 et 1906, il travaille en tant que chef du département de l'éducation, et son nom reste lié à la restructuration du système scolaire à Budapest. Il fonde également le Séminaire métropolitain de pédagogie ainsi que la revue Népművelés, dont il est rédacteur en chef entre 1901 et 1918.

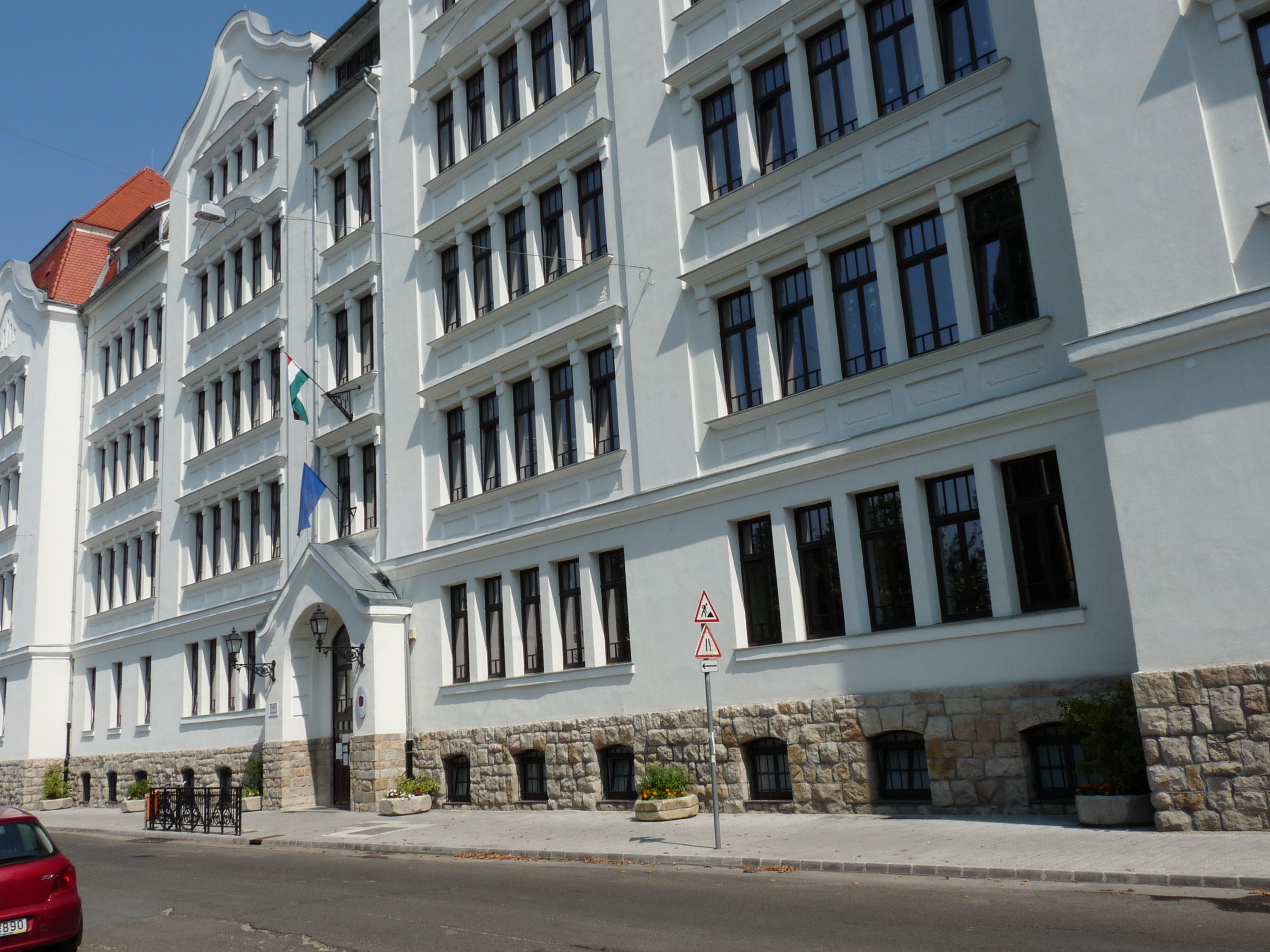
L'école élémentaire Pannónia, un des exemples d'écoles fondées à l'initiative d'István Bárczy.

L'assemblée municipale issue des élections de 1906 le désigne comme nouveau bourgmestre de Budapest. C'est sous mandat que sont municipalisés le gaz et l'électricité, ainsi que le réseau de tramway. Sur la base de son programme de développement, de nombreux logements, écoles, ainsi que centres sociaux et culturels se construisent dans la capitale. Lors de l'expiration de son mandat en 1918, il est choisi comme bourgmestre principal et fait parallèlement entrée dans la chambre haute du Parlement hongrois. Après la démission du gouvernement Wekerle III, son nom circule comme possible ministre-président. S'il se rend plusieurs fois en audience auprès du roi, c'est finalement János Hadik qui est désigné. Après la révolution des Asters en 1919, il démissionne de sa  charge de bourgmestre principal et de tous ses mandats politiques.
Après l'expérience de la République des conseils de Hongrie, il devient ministre de la justice au sein des gouvernements Friedrich et Huszár entre novembre 1919 et mars 1920. Entre 1920 et 1931, il occupe le siège de député au sein de la chambre des représentants. Il porte alors à plusieurs reprises les couleurs du parti bourgeois démocratique national (Nemzeti Demokrata Polgári Párt).
Lors de la campagne législative de 1922, il échappe de justesse à l'attentat commis dans les locaux du Cercle démocrate d'Erzsébetváros. Il doit sa survie au retard qu'il a eu avant d'arriver à son dîner.
Sa fille Piroska Bárczy, née en 1907, épouse le romancier et dramaturge Lajos Zilahy en 1930.

## Source
- Hajdú Tiborné et Kohut Mária, Források Budapest történetéhez, 1873-1919. Források Budapest múltjából 2, Budapest, Kossuth Ny., 1971.